# Saints of the Underground
I Saints of the Underground sono stati un supergruppo hard rock statunitense formato nel 2006 dal cantante Jani Lane, ex frontman dei Warrant, il chitarrista Keri Kelli, il bassista Robbie Crane ed il batterista Bobby Blotzer, tutti membri dei Ratt.

## Storia
Il progetto nacque come jam band di Jani Lane, Keri Kelli, Robbie Crane e Bobby Blotzer nei primi anni duemila, durante i periodi di pausa dai rispettivi gruppi. I quattro si trovarono così bene assieme che decisero di cominciare a comporre del materiale inedito.
Nel 2008 il gruppo ha pubblicato il suo album di debutto Love the Sin, Hate the Sinner. In seguito Jani Lane è rientrato nei Warrant, Keri Kelli è andato in tour con Alice Cooper, mentre Robbie Crane e Bobby Blotzer hanno ripreso la loro attività nei Ratt.
Il progetto si è interrotto definitivamente con la morte improvvisa di Jani Lane l'11 agosto 2011.

## Formazione
- Jani Lane – voce
- Keri Kelli – chitarra
- Robbie Crane – basso
- Bobby Blotzer – batteria

## Discografia
- 2008 – Love the Sin, Hate the Sinner